# Franciszek Misztal
Franciszek Misztal (Lisie Jamy, 15 marzo 1901 – Varsavia, 9 giugno 1980) è stato un ingegnere polacco, progettista aeronautico.

## Biografia
Franciszek Misztal nasce il 15 marzo 1901 nel villaggio di Lisie Jamy, vicino a Lubaczów. Nel 1921 si diploma presso la scuola superiore a Leopoli, iscrivendosi poi alla locale Università. Come studente, nel 1924, riceve un posto di lavoro come assistente presso il Dipartimento di Meccanica dell'Università. Allo stesso tempo presta servizio presso l'Unione degli Studenti Aviatori dell'Università di Leopoli. Qui sviluppa un particolare interesse per la tecnica aeronautica. Si laurea in ingegneria meccanica nel 1926, completando l'anno di lavoro come assistente. Per approfondire le proprie conoscenze nel settore del trasporto aereo, nel 1927 si reca ad Aquisgrana dove studia presso il locale Istituto Politecnico di aerodinamica. Allo stesso tempo mantiene i contatti con il professor Czeslaw Witoszyńskim, direttore dell'Istituto aerodinamico di Varsavia. Nel 1929 completa gli studi ad Aquisgrana dove ottiene il diploma di dottore in aerodinamica.
Nel frattempo, per studiare ad Aquisgrana, aveva fatto il pendolare perché nel 1928 era stato assunto come progettista indipendente presso la fabbrica di stato Państwowe Zakłady Lotnicze di Varsavia, dove lavorò fino allo scoppio della guerra, il 1º settembre 1939. Presso la PZL applica praticamente tutta la sua conoscenza, impegnandosi nei lavori di progettazione di numerosi aerei. Negli anni trenta diviene uno dei progettisti aeronautici più famosi, distinguendosi per l'alta creatività della sua produzione. Collabora alla progettazione dell'aereo da trasporto passeggeri PZL.4 (1929), dei velivoli sportivi PZL.19 e PZL.26, dell'aereo da ricognizione e bombardamento PZL.23 Karaś (cassone alare). Come capo progettista sviluppa il prototipo del caccia bimotore PZL.38 Wilk e del suo successore PZL.48 Lampart. Quest'ultimo prototipo non viene completato a causa dello scoppio della guerra. Nella primavera del 1939 elabora il progetto preliminare del bimotore da caccia PZL.54 Ryś. Collabora anche, parzialmente, allo sviluppo del velivolo da addestramento PWS-33 Wyżeł.
Durante l'occupazione tedesca della Polonia Misztal rimane nel paese. Tra il 1940 ed il 1944 insegna meccanica presso la Facoltà di Ingegneria Wawelberg e Rotwand di Varsavia. Dopo la liberazione prese parte attiva nella ricostruzione dell'aeronautica polacca. Iniziò a lavorare presso la compagnia aerea LOT, dove fu capo del dipartimento tecnico (1945-1946). Allo stesso tempo si impegnò nella ricostruzione del settore del trasporto aereo attraverso la partecipazione a comitati di sviluppo per la costruzione di progetti aeronautici. Per il settore del trasporto aereo, nel corso del 1946, fu nominato direttore del Centro Studi Aeronautici (Centralnego Studium Samolotów) di Varsavia-Okecie, che organizzò totalmente. L'ingegner Misztal fu in grado di riunire progettisti, personale tecnico e operai che avevano lavorato nello stabilimento della PZL prima della guerra. Sotto la sua direzione il C.S.S. progettò gli aerei da addestramento CSS-10A, CSS-10C, CSS-11 e l'aereo da trasporto passeggeri CSS-12.
Nei primi anni del dopoguerra Misztal condusse estese operazioni volte a ricostruire e a far rinascere la forza aerea polacca, prestando servizio ovunque ci fosse bisogno di lui. Nel 1945 prese parte al rilancio dell'Aero Club di Varsavia e collaborò fortemente all'organizzazione dell'Aviazione Universitaria. Già nello stesso anno aveva iniziato i colloqui per la costruzione di aerei presso il Dipartimento dell'aviazione della Scuola di Ingegneria Meccanica dell'Università Wawelberg e Rotwand. Tali lavori di costruzioni aeronautiche procedettero fino al 1951. Nel mese di ottobre del 1947 fu nominato professore aggiunto presso il Politecnico di Varsavia, prendendo parte attiva nell'organizzazione dello studio sugli aeroporti civili polacchi. Nel marzo del 1948 gli venne data la cattedra di professore. Nello stesso anno prese parte al rilancio della rivista aeronautica Technika Lotnicza, entrando nella composizione della sua redazione. Nel 1950 l'ingegner Misztal fu tolto dal lavoro nel settore aerospaziale, focalizzando interamente la sua attività sull'insegnamento universitario e sulla ricerca. Nel 1951 organizzò, e diresse per molti anni, il Dipartimento di Ingegneria Meccanica Aeronautica dell'Università di Varsavia. Dopo la sua riorganizzazione divenne Capo Dipartimento, ricoprendo quella posizione fino al 1970, anno in cui andò in pensione. Negli anni 1954-1956 fu Preside della Facoltà di Aviazione del Politecnico (Wydziału Lotniczego Politechniki), presidente della sezione aeronautica del Consiglio della S. I.M.P. (1953-1955), pubblicando allo stesso tempo diversi articoli su riviste scientifiche.
Dopo il 1955 tornò a lavorare nel settore aerospaziale, dirigendo l'ufficio di progettazione dell'Istituto di Aeronautica (Instytucie Lotnictwa), in cui disegnò due aerei da trasporto passeggeri, entrambi non realizzati, l'FM-11 e l'FM-12 ed un velivolo da caccia FM-13.
Il 1956 fu un anno di straordinari cambiamenti per l'aeronautica polacca. Misztal si impegnò socialmente nei lavori della Commissione Storica dell'Aeroclub polacco, nella riattivazione dei voli in mongolfiera e nell'organizzazione del Klubu Seniorów Lotnictwa (Aeroclub seniores). Allo stesso tempo, associato con la sua attività presso l'Accademia polacca delle scienze, lavorò presso il Dipartimento di Ingegneria Meccanica. Dal 1957 lavorò alla realizzazione del Centro per la progettazione dell'equipaggiamento per le comunicazioni aeronautiche (Ośrodku Konstrukcji Lotniczych Wytwórni Sprzętu Komunikacyjnego) di Varsavia-Okecie, mentre negli anni successivi fu consulente presso l'ufficio della realizzazione dell'impianto. Nel 1959, insieme con il professor Leszek Duleba, progetta e realizza l'aereo da trasporto passeggeri e per rilievi aerofotogrammetrici PZL MD-12.
Negli anni 1960-1965 fu Segretario della IV Divisione delle Scienze tecniche dell'Accademia polacca delle scienze, ed allo stesso tempo divenne membro del Presidio del P.A.S. (1960-1972). Venne poi nominato vicesegretario alle Scienze tecniche del P.A. N. (1966-1968). Nel 1964 fu nominato membro dell'Accademia delle Scienze. Da allora fu anche membro della rivista Archiwum Budowy Maszyn e poi, dal 1972, ne divenne direttore editoriale. Nonostante il suo pensionamento, avvenuto nel 1970, mantenne sempre i contatti con l'Istituto di Aeronautica, la Facoltà di Idroaerodinamica e quella di Ingegneria Aeronautica del Politecnico di Varsavia, dove fece numerose conferenze e consulti e partecipò alla ricerca scientifica. Egli, tra gli altri, partecipò agli studi sull'uso dei laminati nella costruzione degli alianti e collaborò con il centro sperimentale Szybowcowymi Zakłady Szybowcowymi di Bielsko-Biala.
Franciszek Misztal fu per tutta la sua vita un appassionato sostenitore dello sviluppo del settore del trasporto aereo in Polonia, ostinatamente combattuto tra l'opportunità di costruire un paese indipendente dopo la guerra, e un sistema di trasporto aereo, addestramento e volo sportivo di piccole dimensioni.
Morì a Varsavia il 9 giugno 1981, all'età di 80 anni.

## Pubblicazioni
- Przewietrzanie tunelu warszawskiego Dworca Śródmieście (1929-1930)
- O wytrzymałości rur cienkościennych (1930)
- Doświadczalne sprawdzenie teorii zginania belek prostych o przekrojach wiotkich (1931)
- Sterowanie poprzeczne samolotem za pomocą klapek odchylających (1934)
- Pomiar i analiza naprężeń i odkształceń kesonowej konstrukcji skrzydła z blachy falistej (1938)

## Realizzazioni
- PZL.4
- PZL.19
- PZL.23 Karaś
- PZL.38 Wilk
- PZL.48 Lampart
- PZL.54 Ryś
- PWS-33 Wyżeł
- CSS-10A
- CSS-10C
- CSS-11
- CSS-12
- FM-11
- FM-12
- FM-13
- PZL MD-12